# Ośrodek Kulturalny Sołek
Ośrodek Kulturalny Sołek w Poznaniu znajduje się na Sołaczu przy ul. Pałuckiej 40. Nazwa ośrodka nawiązuje do dzielnicy, w której się znajduje; po staropolsku oznacza „młyn”.
Sołek został założony w 1999 przez Wielkopolskie Towarzystwo Edukacyjno-Kulturalne (WTEK). Na początku jego działalność ograniczała się do spotkań młodzieży i studentów przy ul. Urbanowskiej. W 2003 r. ośrodek przeniósł się do wynajmowanego budynku przy ul. Wołyńskiej 3. W obecnej siedzibie, przy ul. Pałuckiej 40, mieści się od jesieni 2009 r. Można tę datę uznać za przełomową w rozwoju skali i zakresu działalności Sołka.

## Charakterystyka
Jest ośrodkiem o charakterze katolickim, ukierunkowanym na pracę wśród młodzieży męskiej. Celem jest kształtowanie ludzi o szerokiej wiedzy i pogłębionej formacji wewnętrznej. Zajęcia prowadzone są w różnych grupach wiekowych – działa Klub, skupiający uczniów szkół podstawowych, gimnazjalistów i licealistów, ponadto odbywają się spotkania z cyklu Tematy Ciekawe (dotyczące zagadnień naukowych, sztuki, kultury zawodowej) z udziałem zaproszonych prelegentów, adresowane do studentów. Organizuje się zajęcia sportowe i wycieczki. Opiekę duchową nad ośrodkiem sprawuje prałatura personalna Opus Dei.
W Sołku regularnie odbywają się spotkania i dni skupienia, adresowane do licealistów, młodzieży akademickiej i mężczyzn pracujących. W ośrodku prowadzona jest też działalność charytatywna na zasadzie wolontariatu odbywanego w domach integracyjnych Fundacji Arka.
W ośrodku znajduje się czytelnia, kaplica, sala gimnastyczna, jak również kameralny akademik. W okresie wakacyjnym prowadzone są różnorodne kursy (np. języka angielskiego w Skępem czy obóz dla młodszych chłopców w Rudzie), obozy szkoleniowe i rekreacyjne, warsztaty robocze.
W ciągu roku w Sołku możliwy jest udział w rekolekcjach i dniach skupienia.
Ośrodek Sołek był jednym z głównych organizatorów poznańskiego Orszaku Trzech Króli w 2011 i 2012.
W kaplicy ośrodka znajduje się fresk Koronacja Najświętszej Marii Panny autorstwa malarza Piotra Pawła Drozdowicza.